# Наводари (Телеорман)
Наводари (рум. Năvodari) насеље је у Румунији у округу Телеорман у општини Сеака. Oпштина се налази на надморској висини од 43 m.

## Становништво
Према подацима из 2002. године у насељу је живело 1128 становника.

### Попис2002.
| Расподела становништва по националности 2002.‍ | Расподела становништва по националности 2002.‍ | Расподела становништва по националности 2002.‍ | Расподела становништва по националности 2002.‍ | Расподела становништва по националности 2002.‍ |
| --------------------------------------------- | --------------------------------------------- | --------------------------------------------- | --------------------------------------------- | --------------------------------------------- |
|                                               |                                               |                                               |                                               |                                               |
| Румуни                                        | Румуни                                        |                                               | 1.123                                         | 99,6%                                         |
| Роми                                          | Роми                                          |                                               | 5                                             | 0,4%                                          |